# Cassida fausti
Cassida fausti es un coleóptero de la familia Chrysomelidae.
Fue descrita científicamente en 1926 por Spaeth & Reitter.